# Kamešnjak Mali
Koordinati:   43°40′24″N, 15°42′01″E
Kamešnjak Mali je nenaseljen otoček v hrvaškem delu Jadrana.
Leži okoli 1 km jugovzhodno od otoka Kakan med Velikim Kamešnjakom in Kaprijami, od katerih je oddaljen okoli 1,2 km. Njegova površina meri 0,074 km². Dolžina obalnega pasu je 1,11 km. Najvišji vrh je visok 20 mnm.